# MP443

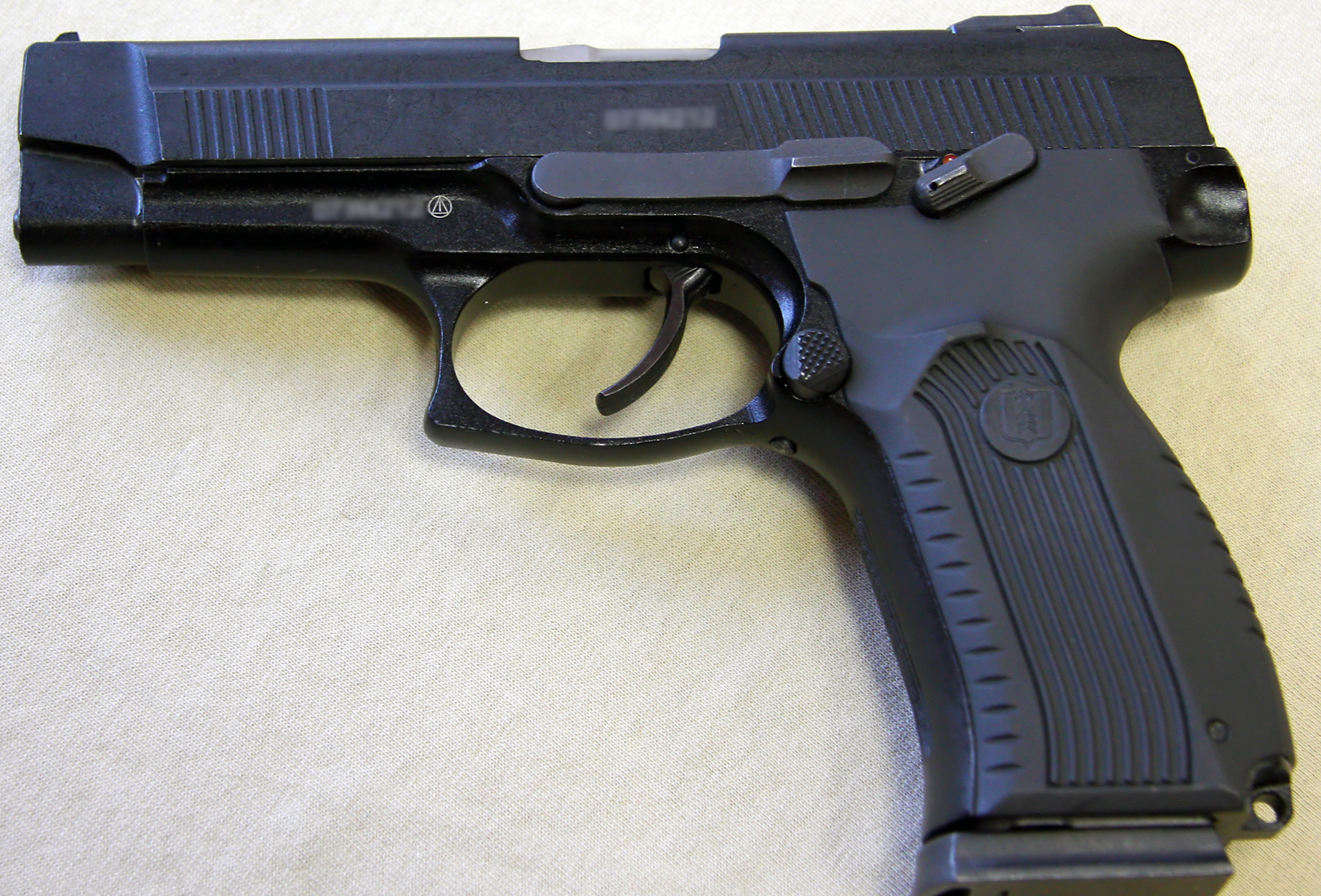
Le MP-443

Le MP443 « Gratch » est un pistolet semi-automatique qui a été adopté par les forces armées russes en 2003 pour remplacer le Makarov PM sous le nom de Pistolet Iaryguina (Пистолет Ярыгина) ou PIa (ПЯ) mais en 9 × 19 mm Parabellum au lieu du 9 × 18 mm Makarov qu'utilisait son prédécesseur. C'est l'arme de poing réglementaire dans toutes les branches de l'armée et de la police russe.

## Histoire
Le PIa a été conçu en 1993 dans le cadre d'un concours lancé en 1990 par le ministère de la défense de l’Union soviétique. Depuis 2003, il fait officiellement partie de l’équipement des forces armées de la fédération de Russie et est largement distribué depuis 2010.
Il est fabriqué par l’usine de mécanique d’Ijevsk.

### Variantes
Il a été décliné en version sportive sous le nom de MP 446 Viking et MP 446S Viking.

## Sources
- (en) Cet article est partiellement ou en totalité issu de l’article de Wikipédia en anglais intitulé « MP-443 Grach » (voir la liste des auteurs) recoupé et complété par la lecture des revues Cibles (HS no 9 et 11) et de Raids (HS no 37).